# Daniel Krutzen
Daniel Krutzen (Lanaken, 19 settembre 1996) è un ex calciatore belga, di ruolo difensore.

## Carriera

### Club

#### Gli inizi
Krutzen è un prodotto delle giovanili del Genk, in seguito ha giocato a calcio presso l'Università di Albany.
Nel 2017, Krutzen ha firmato un contratto con il FC Tucson, società militante nella USL PDL, realizzando cinque reti in sette partite. Nel 2018, si è accasato al Reading Utd, contribuendo con due reti in nove presenze.

#### Forge
Il 2 marzo 2019, Krutzen è stato acquistato dal Forge, formazione militante nella Canadian Premier League. Il 4 maggio 2019, ha debuttato da titolare contro l'HFX Wanderers. Krutzen ha dato un grande aiuto al Forge nelle stagioni 2019 e 2020, vincendo il campionato in entrambe le occasioni. Durante la stagione 2020, grazie alle sue prestazioni, si è messo in mostra come uno dei migliori difensori della squadra e del campionato. Con il club canadese ha inoltre segnato 3 reti in 8 partite nella CONCACAF Champions League.

## Statistiche

### Presenze e reti nei club
Statistiche aggiornate al 6 marzo 2021.
| Stagione        | Squadra         | Campionato      | Campionato | Campionato | Coppe nazionali | Coppe nazionali | Coppe nazionali | Coppe continentali | Coppe continentali | Coppe continentali | Altre coppe | Altre coppe | Altre coppe | Totale | Totale |
| Stagione        | Squadra         | Comp            | Pres       | Reti       | Comp            | Pres            | Reti            | Comp               | Pres               | Reti               | Comp        | Pres        | Reti        | Pres   | Reti   |
| --------------- | --------------- | --------------- | ---------- | ---------- | --------------- | --------------- | --------------- | ------------------ | ------------------ | ------------------ | ----------- | ----------- | ----------- | ------ | ------ |
| 2017            | FC Tucson       | PDL             | 7          | 5          | USOC            | 1               | 0               | -                  | -                  | -                  | -           | -           | -           | 8      | 5      |
| 2018            | Reading Utd     | PDL             | 9          | 2          | USOC            | 1               | 0               | -                  | -                  | -                  | -           | -           | -           | 10     | 2      |
| 2019            | Forge           | CPL             | 28         | 1          | CC              | 2               | 0               | CL                 | 4                  | 0                  | -           | -           | -           | 34     | 2      |
| 2020            | Forge           | CPL             | 11         | 2          | CC              | 0               | 0               | CL                 | 4                  | 2                  | -           | -           | -           | 15     | 4      |
| Totale Forge    | Totale Forge    | Totale Forge    | 39         | 3          |                 | 2               | 0               |                    | 8                  | 3                  |             | -           | -           | 49     | 6      |
| Totale carriera | Totale carriera | Totale carriera | 55         | 10         |                 | 4               | 0               |                    | 8                  | 3                  |             | -           | -           | 67     | 13     |

## Palmarès

### Club

#### Competizioni nazionali
- Canadian Premier League: 3

Forge: 2019, 2020, 2022
- USL Championship: 1

Phoenix Rising: 2023